# Rio Aria Vulturilor
O Rio Aria Vulturilor é um rio da Romênia afluente do rio Cârligate, localizado no distrito de Bihor.